# 우리들의 조부님
우리들의 조부님은 한국방송공사 1TV 특집드라마이다.

## 줄거리
86살의 나이에도 손수 집안일을 돌보며 건강함을 보이던 할아버지가 자리에 눕자 친족들은 할아버지가 운명할 때만 기다리고 된다. 그런데 할아버지는 손자의 희빈을 향해 자신의 희빈의 아버지라고 하는 등 이상한 행동을 하기 시작한다. 목소리까지 아버지를 닮아버린 할아버지는 어머니에게 스스로 없이 남편행세를 하는데...

## 제작진
- 원작: 현길언
- 연출: 박진수
- 극본: 최순식

## 출연진
- 권성덕
- 선동혁
- 반효정
- 남일우
- 김종구
- 김성겸
- 기정수
- 박칠용
- 홍영자
- 우상민
- 최명수
- 여운국
- 김일란
- 이승철
- 이한위
- 안종환
- 노시철
- 김진태
- 인영호
- 임성진
- 함운식
- 김기수
- 홍경연
- 하대경
- 김동완
- 이화시
- 여무영
- 최정실